# SEPECAT Jaguar
A SEPECAT Jaguar brit-francia koprodukcióban készülő szuperszonikus kiképző repülőgép és az abból kifejlesztett egyszemélyes nappali földfelszíni csapásmérő repülőgép. A fejlesztés során másodlagos volt a csapásmérő feladatkör, ez később vált fontosabbá, és az egyszemélyes gépből jóval több készült. Ez volt az első brit-francia koprodukcióban készülő repülőgép, emiatt mind a fejlesztés, mind az exporteladások sikerét hátráltatták a két fél ellentétes érdekei. Mindezek ellenére a típus a feladatára kiválóan megfelelt, felhasználói szerették, mind repülőgépvezetői, mind karbantartói oldalról. Külföldi alkalmazói Ecuador, India, Nigéria, Omán.
Bár felépítésében, aerodinamikai koncepciójában nagyon hasonló a valamivel nagyobb japán Mitsubishi T-2/F-1, és a kisebb jugoszláv-román Orao/Jurom, mind a kettő teljesen új konstrukciónak tekinthető, egyiknél sem vettek részt a fejlesztésben a Jaguar tervezői.
Ez az első RAF szolgálatban levő gép, melyet metrikus méretezéssel terveztek és gyártottak.

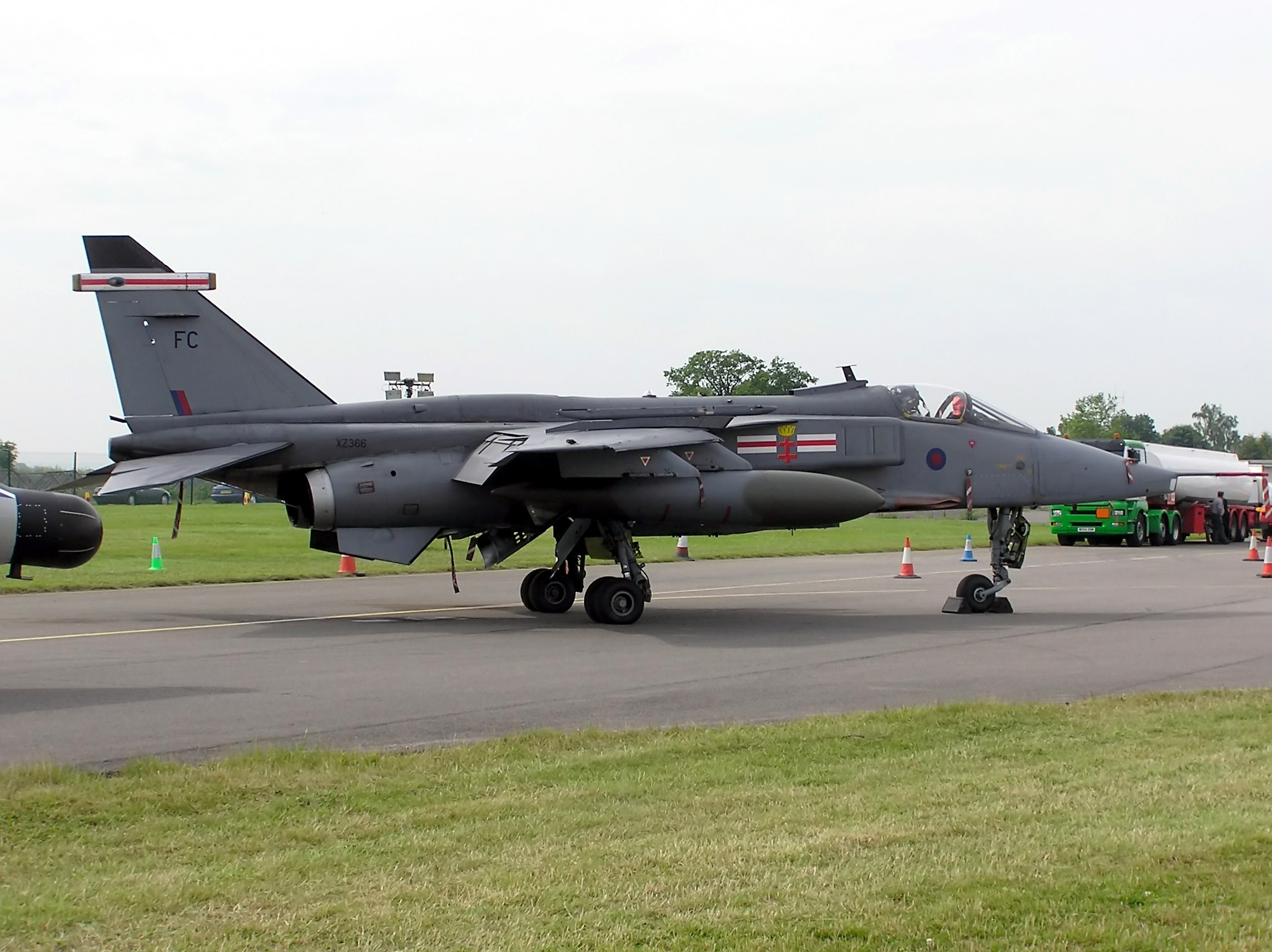
Brit Jaguar GR.3, látszik a különbség a francia változatokhoz képest: a függőleges vezérsíkon szögletes besugárzásjelző antenna, lézertávmérő és -célkövető miatt „véső” alakú orr

## Kifejlesztésének története
A gép kifejlesztésének eredete 1962-ig nyúlik vissza. Nagy-Britanniában a Légügyi Parancsnokság 362-es számmal pályázatot írt ki egy másodfokú oktatógépre, mely a Folland Gnat T.1-et és a Hawker Hunter T.7-et váltaná fel, másodsorban harcászati csapásmérőként lehetne felhasználni, pótolva azt a feladatkört, melyet az English Electric Canberra felváltására tervezett BAC TSR.2 nagysebességű harcászati bombázó képviselt volna. A BAC a TSR törlése miatti sokkból épp ocsúdva állt elő a változtatható szárnynyilazású P.45 prototípussal, mely 2 db utánégetős Rolls Royce RB.172 gázturbinával 1,7 Mach sebességre volt képes. Azonban a továbbfejlesztéshez nem volt meg a pénzügyi háttér.
Ezzel párhuzamosan a francia kormány egy, a fentihez nagyon hasonló pályázatot írt ki ECAT (Ecole de Combat et Appui Tactique, légiharc iskola-, és harcászati csapásmérő gép) elnevezéssel, a Francia Légierő korosodó Lockheed T-33 és Fouga Magister iskolagépeinek felváltására, és harcászati csapásmérő feladatok folyamatos átvételére az amerikai F–100 és F–84F valamint a hazai Dassault Super Mystère B.2 és Sud Aviation S.O. 4050 Vautour gépekkel felszerelt egységektől.
A két igény politikai szinten találkozott, a brit és a francia megrendelők egyetértési nyilatkozatot írtak alá 1965 májusában, 1966-ra véglegesítették a gép nevét „Jaguar”-ra, mely szó mindkét nyelven azonosan íródik. 1966-ban alakult meg a SEPECAT (Societé Européanne de Production de l'Avion École de Combat et Appui Tactique, azaz légiharc iskola-, és harcászati csapásmérő gép gyártására alakult európai szövetség) konzorcium, melynek alapító tagjai a francia Breguet Aviation (BA) és a brit British Aircraft Corporation (BAC).
Már a SEPECAT elnevezésből is kitűnik, hogy a szót inkább a francia fél vitte. Ezzel párhuzamosan futott az AFVG (Anglo-French Variable Geometry) program, egy elsődlegesen csapásmérő változtatható szárnynyilazású gépre irányult, mely sok helyen összemosódott a Jaguar kifejlesztésével. A programot 1967-ben állította le a francia kormány, pénzügyi nehézségekre hivatkozva, ám a pénzt a teljesen francia „Mirage G” program kapta meg, amiből aztán nem lett semmi. A britek ezért a francia húzásért „bosszúból” kihagyták Franciaországot a PANAVIA programból, melyből meg is született a Panavia Tornado angol-német-olasz változtatható szárnynyilazású csapásmérő, majd elfogóvadász repülőgép. Akkoriban a változtatható nyilazású szárnyat mint tökéletes megoldást tartották számon, Európa megirigyelte a szovjet és amerikai fejlesztéseket.
A repülőgép aerodinamikai koncepciója nem a BAC P.45 lett (az végül a Panavia Tornado kiindulási alapját adta), hanem a Breguet egyhajtóműves terve egy közös NATO csapásmérő gépre Br.1001 Taon elnevezéssel, amely pályázatot végül az olasz Fiat G.91 Gina nyerte meg. A gépet két hajtóművesre és kétszemélyesre tervezték át, ez a Br.121 jelzést kapta, és már 2 db Rolls-Royce RB.172 hajtómű dolgozott benne, mely az alapja volt a később a Turboméca-val közösen létrehozott Adour-nak. A Jaguar-hoz képest még ez a terv is szerény csapásmérő képességekkel rendelkezett. 1968 és 1971 között készültek el a különféle prototípusok, a Br.121 továbbgondolásával, ezek jelzései a következők voltak:
- 1968. szeptember; Jaguar E (École) francia oktató, már Adour hajtóművel, az iránystabilitás növelésére az E02 változattól szerelnek fel két hasi stabilizálófelületet és nagyobb vízszintes vezérsíkokat. A berepüléseket a BAC részéről a Lightning berepülő öreg róka Jimmy Dell, a Breguet részéről Bernard Witt végezte. Még a fenti módosítások nélküli E01 proto repülési tulajdonságairól is pozitívan nyilatkoztak.
- 1969. március; Jaguar A (Appui) francia együléses csapásmérő,
- 1969. október: Jaguar S (Strike) brit együléses csapásmérő, később a brit gépeken ezt a bővítményt elhagyták és a RAF szabvány GR (Ground-Attack, Reconnaissance) jelzést kapta meg. Az exportgépeken megmaradt az "S" jelzés, kiegészítve az ország betűjelével
- 1971. augusztus; Jaguar B (Biplace) brit oktató.

Érdekes módon a Breguet.121 prototípushoz jobban hasonlít a Jaguar-nál későbbi japán Mitsubishi T–2.
1968 januárban egy második egyetértési nyilatkozat született, melyben mindkét fél szorgalmazta a csapásmérő képességek növelését. Ekkor még a specifikáció kiemelte az elsődleges oktató funkciót brit részről is, és tartalmazta francia részről a hajófedélzetről való üzemeltethetőséget (Jaguar M). A Francia Haditengerészet behatóan tesztelte az „M”-et a RAF Bedfordi „ál-anyahajó” leszállópályáján, és a saját Clemenceau repülőgép-hordozó hajójuk fedélzetén. A próbák meglepően jól sikerültek, és amúgy, az egész Jaguar program berepülési fázisa technikailag zökkenőmentesen haladt.
Felépítésében az „M” annyira különbözött, hogy szinte egy új típusnak mondható, kb. annyi köze van az alaptípushoz, mint a brit BAE Hawk kiképzőnek az amerikai T–45 Goshawk-hoz. A futómű az alaptípusnál egyszerűbb, de ugyanolyan robusztus, csak ez itt inkább a szárakon, és nem a kerekeken látszik, hiszen nincs szükség az alacsony nyomású, egyenetlen talajhoz használható nagyméretű abroncsokra. A főfutók csak szimpla kerekesek, az orrfutó dupla, tehát pont fordítva, mint az alap Jaguaron. A mozgatás mechanizmusa is egyszerűbb: nem fordulnak el behúzás közben a kerekek. A talajon levő gép állásszöge jóval nagyobb, a (amerikai monstrumokhoz képest) kis méretű francia repülőgéphordozókon való fel-, és leszálláshoz optimalizálva. Ez sokkal hosszabb orrfutó-szárat igényel, mely miatt a törzsbe való bekötési pont előrébb van, hogy azonos helyre kerüljön behúzva a futókerék.
A fékezőhorog működtetése hidraulikus, és a gép minden rendszerét a hajófedélzeti üzemeltetésre optimalizálták.
1970 során a második egyetértési nyilatkozatnak homlokegyenest ellentmondóan az angol fél elsődlegesnek deklarálta a csapásmérő feladatkört, a francia fél érthetetlen módon törölte a Jaguar M programot, a versenyt az ősrégi Étendard IV továbbfejlesztése, a Dassault Super Étendard nyerte meg. Indok volt, hogy a konkurencia megoldása olcsóbb, de ez nem bizonyult igaznak.
Valószínű, francia részről egyéb politikai vagy lobbi okok is beleszólhattak a döntésbe, mivel a nyilvánosságra hozott vélemény Jaguar M-nek kifogásolta az "egy hajtómű működése" közbeni teljesítményét. Ez csak a nagyon laikus számára nem nevetséges, tekintve hogy a Dassault konkurenciája csak egy hajtóművel rendelkezik, erre a Breguet tréfásan megjegyezte, hogy az "egy hajtómű leállása" közbeni teljesítményt kellett volna vizsgálni.
A Francia Haditengerészet egy rendkívül ígéretes, robusztus és potens csapásmérő gépről csúszott le, a Bréguet vállalat meg többek közt ezért, csődbe ment.

## Felépítése

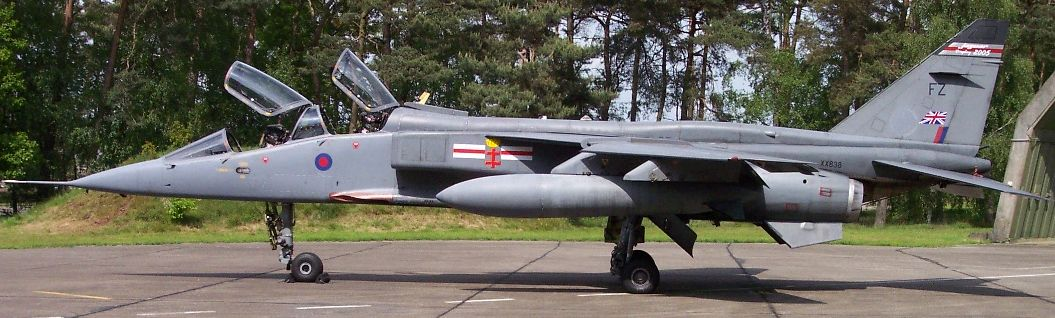
Brit Jaguar T.4 oktatógép, megfigyelhető a megnövelt törzshossz

A Jaguar aerodinamikai koncepciója korában meglehetősen hagyományosnak mondható. A géptörzs elején, a futóműveken és szárnyakon érezhető a „francia hatás”, a vele szinte egykorú Mirage F1-hez hasonló koncepció. A kéthajtóműves törzshátsórész pedig a bevált F–4 Phantom II-re emlékeztet.
Szárnyak
A jól mechanizált felső elhelyezkedésű szárnyak 40°-os nyilazási szögűek, a belépőélek külső kétharmada lehajtható, a lehajtható rész kezdeténél egy "farkasfog" és egy függőleges terelőlap választja le az áramlást. A kilépőélen kettős réselt fékszárny található, érdekes módon a külső kétharmad nem működik csűrőlapként, az orsózó mozgást a fékszárny előtti áramlásrontó lapok biztosítják. A Mitsubishi T-2 még ezt a ritka megoldást is átvette. A szárnyak 3°-os negatív állásszögűek.
Törzs
A törzs felépítése "doboz"-szerű, a keresztmetszet alsó sarkaiban a brit Aden vagy francia DEFA-553 gépágyúkkal, hajtóművekkel, a felső sarkokban az egyszerű, szögletes hajtóműbeömlőkkel, melynek az összes mechanizációja két-két rugó ellenében nyíló oldalajtó, az álló helyzetben maximális teljesítményű hajtóművek levegőigényéhez.
Az orr-részben a kettős vagy szimpla kabin előtt és mögött avionikatér található, a különböző változatoknál különféle berendezésekkel, a kabinban kezdetben a Martin-Baker Mk 4 katapultülésekkel, később Martin-baker FB9 "nulla-nullás" katapultülésekkel. Csak az egyszemélyes változat orr-része tartalmaz oldalra nyiló utántöltőcsonkot, a kétszemélyes változatra lehet ugyan szerelni fix töltőcsonkot, az orrkúp csúcsára, a pitot-cső helyére, (ahogy a Mirage IV bombázón van) de ez a kivitel ritka, szinte csak a francia oktatókra jellemző. Az orrfutó a kabin alá húzható be. A kétszemélyes változat törzse hosszabb, a növendék kabinja az orrfutótér elé, a jó kilátás érdekében az oktató kabin vonala alá 38 cm-rel került beépítésre.
A törzs összesen 5 db belső üzemanyagtartályt tartalmaz, 4180 l össz-befogadóképességgel. A belső és a törzs alatti függesztőpont "nedves" kialakítású, ide lehet pót-üzemanyagtartályokat függeszteni. A kis szárnyfesztávolság miatt a korai Jaguarok csak öt függesztőponttal rendelkeztek és terhelhetőségük 4540 kg volt. Az exportváltozathoz a BAC kifejlesztett egy-egy szárny feletti függesztőpontot, amellyel aztán francia és brit gépeket is átszereltek. Ez a szokatlan megoldás csak az English Electric Lightning vadászon található még meg.
A törzsön a nagyméretű perforált féklapok a futómű mögötti részen nyílnak, és nem előtte, ahogy a Mirage F1-nél.
A hajtóművek kezdetben Adour 101-ek voltak 24,7 kN utánégetős tolóerővel, és az utánégető csak a maximális fordulatszámon üzemelt. Ezt váltotta az Adour 102 85%-os fordulatszám mellett bekapcsoló utánégetővel, 32,5 kN tolóerővel. A brit gépek későbbi szolgálatba állásuk miatt csak a 102-es változatot kapták. Pár év szolgálat után minden brit és francia hajtóművet váltott az Adour 104 35,8 kN tolóerővel. A késői exportváltozatok hajtóműve az Adour 811 37,4 kN-nal. Ehhez nagyon hasonló a 2000 után fejlesztett Adour 106.
Az E02 prototípus óta a törzs hátsó részén, közvetlenül a hajtóműfúvókák előtt két stabilizálófelület található (ahogy a Mirage F1-en).
A farokrész központi egysége a törzsgerinc folytatásának tekinthető aerodinamikus nyúlvány, ennek két oldalán találhatóak a teljes egészében kitéríthető, magassági kormányként funkcionáló vízszintes vezérsíkok, felső részén a függőleges vezérsík, melynek felső harmadánál vízszintes stabilizálófelület található, és az alsó részen, a hajtóművek mögötti negatív kúpfelületű hővédő lemezek között a rugó által működtetett, csak külsőleg kézzel visszahajtható fékezőhorog, ahogy ugyanezek a berendezések az F-4 Phantom II-n is elhelyezkednek. A farokkúp fékernyőt tartalmaz, ehelyett infracsapda/dipólszóró berendezést lehet beépíteni .
Futómű
A futómű a Mirage F1-nél alkalmazotthoz nagyon hasonló felépítésű, szintén Hispano-Messier-Bugatti konstrukció, a fejlesztésben részt vett az angol Dowty is. A Mirage F1-ével szemben egykerekes orrfutóval, de ugyanúgy ikerkerekes főfutóművekkel. A kerékabroncsok alacsony nyomásúak, a Mirage F1-nél magasabb profilúak. Behúzás közben nem csak a főfutókerekek elfordulnak 90°-kal. Mindezek a változtatások növelik a futómű amúgyis jó üzemeltethetőségét a burkolat nélküli felszállópályákról.
A sárkányszerkezet kialakítása egyszerű, minél kevesebb speciális segédeszköz és módszer használata fő tervezési szempont volt. Ezek mellett a repülési tulajdonságokat is nagyra értékelték a pilóták, a gép rendkívül jóindulatú viselkedésű, stabil repülésű. A viszonylag kis szárnyfelület jó földközeli repülőtulajdonságokat eredményezett.

## Francia változatok: Jaguar A, Jaguar E

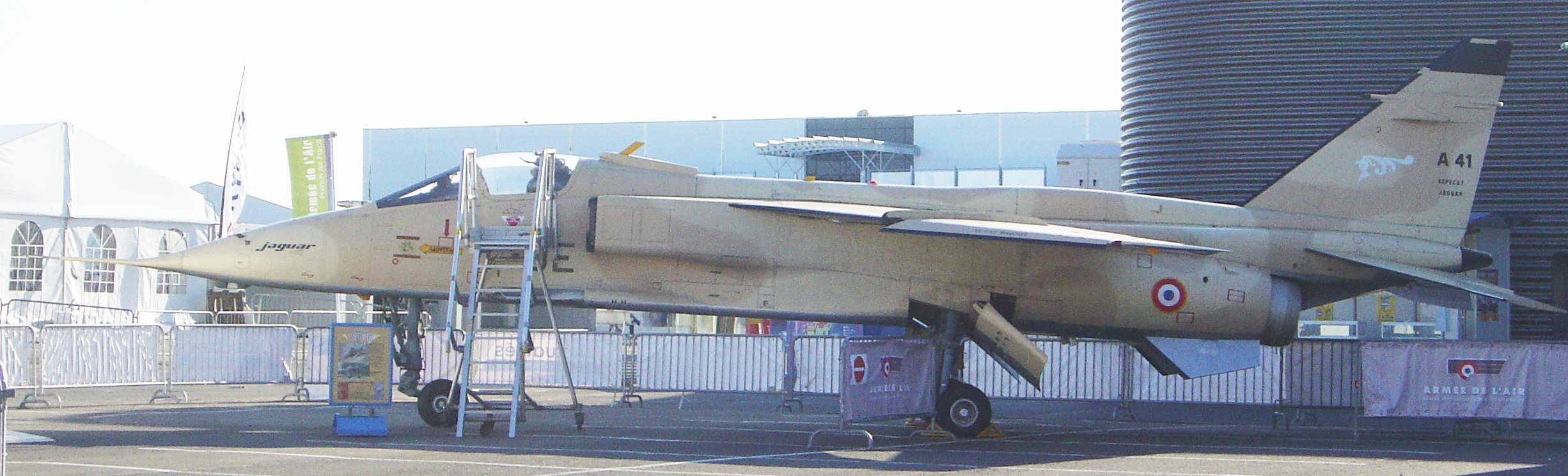
Francia korai Jaguar A még az orr-rész alatti lézertávmérő nélkül, sivatagi festéssel

Az első szolgálatba álló Jaguar A-t 1973 ban kapta meg az Armée de l'Aire (Francia Légierő). összesen 160 db együléses és 40 db kétüléses E változat repült francia kötelékben, szolgálata csúcsán 9 századot felszerelve.
Eleinte sötétzöld-sötétszürke felső rejtőszínekkel látták el a gépeket, festetlen, fémszínű alsó felületekkel. A trópusi területekre áttelepült egységek homokszín-világosbarna festést kaptak. A folttérkép "angol stílusú" sávos volt, 1990-től festik át a gépeket a rendkívül egyedi, csak francia gépekre jellemző csaknem szimmetrikus folttérképezésre (ld. főcím melletti kép). Innentől ez jellemző a sivatagi gépekre is, azok sötétebbik tónusa még sötétebb lett.
A francia gépeken az orrban Decca Doppler navigációs radar, Thomson CSF által gyártott tűzvezető berendezés, ellenség barát felismerő (IFF) és szélvédőmagasságba vetítő kijelző (HUD) volt megtalálható. A besugárzásjelző kisméretű burkolatokban kapott helyet a szárnyvégeken és a függőleges vezérsíkban.
A kezdeti A változatok alapfelszerelése ennyi volt. Később kialakítottak az orrkúp alatt egy "Phantom stílusú", csepp alakú dudort, melybe eleinte OMERA 40 panorámakamerát építettek, később TAV38 lézertávmérőre cserélték. 1990-től a franciák is adoptálták a szárnyfeletti rögzítőpontot, elsősorban a Magic légiharc-rakétához. Érdekes módon ezeknél komolyabb továbbfejlesztés nem volt a gép francia karrierjében, az Armée de l'Aire úgy volt megelégedve az évek során a Jaguarral ahogy az van.
Tipikus francia fegyverzet volt a Belouga kazettásbomba, SNEB 68 nem irányított rakétakonténer, Matra Magic légiharc-rakéta, Martel majd Armat radargyilkos rakéták. A kezdetektől kifinomult csapásmérő képességet kölcsönzött a típusnak ATLIS célmegjelölő konténer-AS-30L lézerirányítású földi célok elleni rakéta kombinációja.
Két század rendelkezett AN-52 típusú 25 kt erejű atombombával, a harcászati atombombázó szerepet a típustól 1991-től a Mirage 2000N és ASMP rakéta kombinációja vette át.
A gép felderítő feladatokat is elláthatott az RP63P felderítőkonténer segítségével.
A passzív fegyverzet az ESD Barax rádiózavaró berendezésből, Phimat szárnyvégi, Alkan szárnytövi, vagy a farokkúpba épített infracsapda-dipólszóró berendezésekből állhatott. Francia alacsonytámadó bevetési módszer volt, hogy 4 gépes kötelék egyik géppárja zavaróberendezéseket, másik géppárja légiharc-rakétákat hordozott, így megfelelő biztonsággal tevékenykedhettek vadászfedezet nélkül is.

### Harci alkalmazása
Ahogy a típus első üzemeltetője Franciaország volt, a tűzkeresztséget is ők szerezték meg. Mauritánia területén garázdálkodó POLISARIO front gerillái ellen 1977-ben segítséget kért a sivatagi ország. A Francia Légierő Jaguarjai a szenegáli Dakar repülőteréről mértek csapást a katonai szervezet gócpontjaira, később Marokkónak gyűlt meg a baja ugyanezzel a csoportosulással.
1978-ban Csádba települt egy francia légi különítmény a líbiai intervenciót megakadályozandó. Kitelepülésüket követően Líbia mégis bevonult az országba, így hát a Jaguarok és Mirage F1-ek 1983-ban visszatértek. 1986 januárban Wadi-Doum repterét francia Jaguarok BAP-100 betonromboló bombákkal használhatatlanná tették, 1987-ben a líbiai radarállomások kaptak tőlük Martel rakétákból. A harccselekményekben egy Jaguar elveszett.
Az első, 1991-es Öbölháborúban francia Jaguarok több mint 600 bevetést repültek, nagyrészt AS-30L rakétákkal és ATLIS célmegjelölőkkel végeztek harcászati mélységű precíziós bombázást, az amerikaiakat is meglepő hatékonysággal. Mindössze 1 db Jaguar rongálódott meg egy légvédelmi rakétától, de sikeresen visszatért bázisára, javítható volt.
A típus utolsó aktív szerepe a Jugoszlávia feletti NATO missziókban volt a 90-es évek végén, 2001-re teljesen kivonták a csapatszolgálatból, szerepét a Mirage 2000 csapásmérő változata vette át.

## Brit változatok
A Királyi Légierő (RAF) 1974-től kezdődően állítja rendszerbe GR.1 csapásmérő (165 db), és T.2 oktató (38 db) gépeit. A gépek eleinte felül sötétzöld-sötétszürke terepmintás, alul világosszürke festést kaptak. Később az alsó felületek is a felső rész foltozását viselték. Északi, havas területről üzemelve akár a sötétszürke, akár a sötétzöld színt átfestették hófehérre (a második eset ritkább volt). Az 1980-as évek végétől festik át a gépeket egyszínű világosszürkére, majd az Öbölháborúban homokszínűre. A britek repüléstechnikai alapkutatásokhoz használt gépei a brit zászló vörös-fehér és sötétkék színeit kapták meg, látványos, sávos elrendezésben, de valami miatt létezett egyszínű, középzöld gép is.

### GR.1
Első ránézésre a brit változatok hasonlóak a francia gépekhez, de már kezdetektől a felszereltségük teljesen más, jóval fejlettebb. Korának nagyon korszerű Marconi-GEC 920ATC navigációs és fegyverzet-irányzó alrendszer "Navigation & Weapon Aiming Sub System (NAVWASS)" volt beépítve, mely a fejmagasságba vetítő kijelzőre (HUD) továbbította a repülésirányt, a célok adatait. Beépítettek továbbá egy lefelé néző, mozgótérképes kijelzőt is. A függőleges vezérsíkban feltűnő szögletes konténerben kapott helyet a Marconi ARI-81223 típusú besugárzásjelzője (RWR), mely kifinomultabb és nagyobb teljesítményű volt, mint a francia változat. Az orr-résznek a Ferranti ARI-23231 lézeres távmérő és megjelölt cél követő "Laser Rangefinder & Marked Target Seeker (LRMTS)" berendezés kölcsönöz a francia hegyes orrtól meglehetősen különböző, "véső" alakot.
A brit gépekbe a kezdetektől fogva az erősebb Adour 102 hajtóműveket építik.
A brit gépekbe értelemszerűen a DEFA gépágyúk helyett ADEN-t építettek. A két konstrukció nagyon hasonló, mindkettő alapja a második világháborús német Mauser revolverező rendszerű gépágyú. A Jaguar pilótája választhatott az egyszerre kettő és a csak egyik gépágyúból tüzelési módok között.
Bár a brit gépek alapfelszereltsége kezdetektől komolyabb volt a franciáknál, csak jóval később integráltak a francia AS-30L-hez hasonló precíziós fegyvereket, alapvetően "buta" bombákat hordoztak. A francia változattól különböző függesztmények közé tartoztak: brit Hunting BL755 kazettásbombák, amerikai AIM-9 Sidewinder légiharc-rakéták valamint a BAC fejlesztésű felderítőkonténer. A harcászati atomcsapás képességéért is a honi WE177 függesztő felelt.
A passzív védelmet az amerikai AN/ALQ-101 zavaróberendezés biztosítja, szolgálata kezdetén megtalálható volt a GR.1-eken a Phimat infracsapda-szóró, de felváltotta az amerikai AN/ALE-40.

### T.2
Külsőleg teljesen azonos volt a francia Jaguar E-vel, azzal a különbséggel, hogy a fülke berendezései a GR.1-et imitálják. Csak egy gépágyúval rendelkezik, nincs besugárzásjelzője és lézeres célmegjelölője. A francia "E"-ken ritkán megtalálható fix utántöltő csonkot a brit kétüléses sosem használta.

### GR.1A, T.2A
1983-tól a NAVWASS rendszert a Ferranti FIN 1064 navigációs rendszer váltja, mely tehetetlenségi (pörgettyűs) navigációs berendezést és új digitális számítógépet tartalmaz, jóval kisebb helyen elfér, és pontosabb. Ennél a rendszernél már lehetőség van külső számítógépes bevetési tervek és repülőadatok adatforgalmára. Ezzel a rendszerrel, valamint az Adour 104 hajtóművel (35,8 kN) repülőgépeket nevezik GR.1A-nak. A T.2A oktatók megkapják a FIN 1064 teljes verzióját, de az egyéb berendezések hiánya miatt még mindig nem nevezhetők harctéri változatnak.
1990-től szerelik fel a gépeket az exportváltozathoz kifejlesztett szárny feletti Sidewinder indítósínnel, ekkortájt váltja a Marconi besugárzásjelző rendszert a fejlettebb, digitális Sky Guardian.

### GR.1B, GR.3, GR.3A és T.4
A RAF a GR.1A kiváló öbölháborús szereplése miatt úgy döntött, hogy a típus használati idejét az Eurofighter Eurofighter Typhoon hadrendbe lépéséig szeretné kitolni.
Ennek első lépése volt a NATO közös missziókban elengedhetetlen célmegjelölő szerep felvétele. A GEC-Marconi TIALD (Thermal Imaging And Laser Designation) hőképelemző és lézeres célmegjelölő konténert 1994-ben a Jaguarhoz adaptálták. Ezzel, valamint új HUD-dal, új többfunkciós műszerfal-kijelzővel, MIL STD 1553B digitális adattovábbító-rendszerrel és a TIALD kézivezérlőjével ellátott gépek megnevezése GR.1B.
Ennél még többet tartalmazott a "Jaguar 96" program: "kéz a botkormányon és gázkaron" (HOTAS) irányítórendszert, a FIN 1064 továbbfejlesztését Rockwell Collins GPS (műholdas helymeghatározó) rendszerrel, valamint a Tomahawk rakétáknál is alkalmazott TERPROM navigációs rendszert, mely a terep domborzati viszonyait folyamatosan méri és hasonlítja össze a tárolt terepadatokkal, így minden tereptárgyat pontosan felismer.
A "Jaguar 96" csomaggal felszerelt GR.1B gépek RAF szabvány szerinti jelölése: GR.3, 1997 óta állnak hadrendben.
A fenti programmal szinte párhuzamosan folyt a "Jaguar 97" továbbfejlesztés, mely a 96-nak egyfajta továbbgondolása volt. Még nagyobb többfunkciós kijelzőt kapott a kabinban egy korszerűbb térképezőrendszerrel, ugyanúgy megkapta a TERPROM-ot a HOTAS-t és a GPS-t. Még ma is korszerű éjjellátó szemüveg (NVG) csatlakozópontot építettek be, illetve a GEC-Marconi-Honeywell sisakcélzó berendezését (HMSS), mely által a pilóta képes "tekintetével" a fegyvereket a repülési vonalon kívüli célra irányítani. A 96 és 97 berendezéseivel ellátott gépek közti különbség kívülről csak a fülketető mögötti részen látszik, a HMSS "T" antennája váltja a megszokott dupla késantennát.
A "Jaguar 97" továbbfejlesztésű gépek csapatjelzése GR.3A, és 2000 óta teljesítenek szolgálatot a GR.3-akkal együtt, tehát csak a "Jaguar 96" szintű átépítés maradékait hozták fel a legmodernebb brit színvonalra.
A T.4 oktató gyűjtőnév: a 96 és 97 programok berendezései imitációjának valamelyikét kabinjában hordozó kétüléses, bár bizonyos források említenek T.4A változatot, nem tisztázott, hogy valóban lenne-e különbség. Mindenesetre továbbra sem használnak utántöltőcsonkot a brit oktatógépek.

### Repüléstechnikai kísérletek: ACT és FBW
Brit pályafutásának kezdetén több GR.1-et átépítettek különböző repüléstechnikai alapkutatásokhoz.
Ezek közül első volt az 1981 októberében először repülő, forradalmi a Jaguar FBW, mely elektronikus kormányrendszert (FBW, Fly By Wire) tartalmazott, hasonlóan a kortárs F–16 és Mirage 2000 vadászokhoz. Hogy a gépet szándékosan instabillá tegyék, a farokkúpba ballaszt-súlyt helyeztek.
Az FBW-t 1984-ben átépítették, az ACT (Active Control Technology) elnevezést kapta, 1984 márciusában repült először, és a Northrop F-5/F-20 gépénél az YF-17 Cobránál és a General Dynamics F–16-nál már látott belépőél meghosszabbítást alkalmazta. A LERX (Leading Edge Root eXtension) haszna, hogy nagy állásszöggel való repüléskor a törzs fölé felhajtó turbulenciát kavar, így stabilabbá téve az amúgy kényes repülési módot.
A géppel rendkívül sok kísérletet végeztek. Nem volt célja a Jaguar típus továbbfejlesztése, inkább a szintén technológiai kísérletnek tekinthető British Aerospace EAP (Experimental Aircraft Program) repülőgép berendezéseinek „repülő próbapadja” volt (az EAP az Eurofighter Typhoon prototíusainak egyike).

## Harci alkalmazása
A Brit Királyi Légierő összesen 165 együléses és 38 kétüléses Jaguart vett át. Szolgálatba állása kezdetétől váltja az F-4 Phantom II-ket csapásmérő szerepkörben. A pilóták eleinte hiányolták a Phantom nyers brutalitását, amit tolóereje és fegyverterhelése képviselt. Kifogásolták a Jaguar zuhanóbombázó tulajdonságait, de később megtanulták kihasználni az új típus előnyeit, elsősorban nagy földközeli sebességét, a mozgékonyságát (különösen a hozzá képest rendkívül nehezen manőverezhető F-4-hez képest) és precíziós bombázó műszerezettségét.
A karbantartók első pillanattól kezdve összetették a két kezük a rendkívül munkaigényes és összetett F-4-ről való váltás miatt. A hosszú szolgálat alatt a Jaguar a RAF-nál is rendkívül tartós és igénytelen technikának bizonyult, akár a Perzsa/Arab öböl forróságában, akár a havas Norvégiában állomásozott.
A RAF európai egységei között mind a nukleáris (négy század), mind a hagyományos harcászati csapásmérő egységeket (három század) felszerelték a GR.1-ekkel, kiegészítve egy felderítő századdal. A nyolcvanas évek közepétől a nukleáris csapásmérő szerepet a földközelben még gyorsabb Tornado veszi át, de a Jaguar 2007-ig elsővonalbeli szolgálatban marad.

### Irak
1991-ben a francia Jaguar kontingenshez hasonló számú GR.1A érkezett a közel-keletre, még a bevetések száma is szinte azonos, 600 körüli. Mivel a brit gépek ekkor még nem rendelkeztek lézerbombavető-képességekkel, "buta" bombákkal szerelkeztek fel, jellemzően CRV7, nem-irányított rakétablokkokkal és a brit BL.755 helyett amerikai CLU–87 kazettásbombával. Mivel ez utóbbi hosszabb az elsőnél, nem lehetett "tandem" elrendezésben függeszteni. Felderítést a Vinten VICON 18 Mark 600 nagy hatótávú optikai konténerrel (Long Range Optical Pod-LOROP) felszerelve végeztek. Baleset következtében 1990. november 13-án egy brit gép elveszett, harci bevetésen egy sem.
Bár a típus kifejlesztését és exportsikerét beárnyékolta a brit és francia fél cívódása, az első öbölháborúban jó viszony alakult ki az AdA és RAF Jaguar egységei közt, együtt sajnálkoztak a rendkívül karbantartásigényes Tornado és a lomha Buccaneer gépekkel felszerelt bajtársaikon.

### Délszláv konfliktusok
1995 tavaszán Bosznia felett már bevetésre készen állt a precíziós bombázó képességekkel rendelkező GR.1B. Eleinte a TIALD célmegjelölő berendezéssel a RAF Harrier GR.7 által hordozott bombáknak jelölt meg célokat.
Bár a TIALD konténert a gép szárnytartón is hordozhatta, a RAF-nál az a gyakorlat alakult ki, hogy csak a törzs alatti tartóra szerelték vagy 1 db célmegjelölőt, vagy 1 db lézerirányítású bombát, a szárnytartókon csak póttartályok függtek (ahogy ez a GR.1B, GR.3, GR.3A típusleírás bekezdés fényképénél is látható). Ilyen módon csak kötelékben voltak bevethetők a RAF Jaguarok precíziós bombázásra, nem képviseltek olyan autonóm rombolóerőt, mint francia típustársuk szárnya alatt két AS-30L-lel, törzse alatt ATLIS célmegjelölővel, cserébe a hatótávolságuk sem volt annyira korlátozott.

## Megrendelő és üzemeltető országok

### Brit Királyi Légierő
- Jaguar GR.1

XZ116/D(†)

### Export

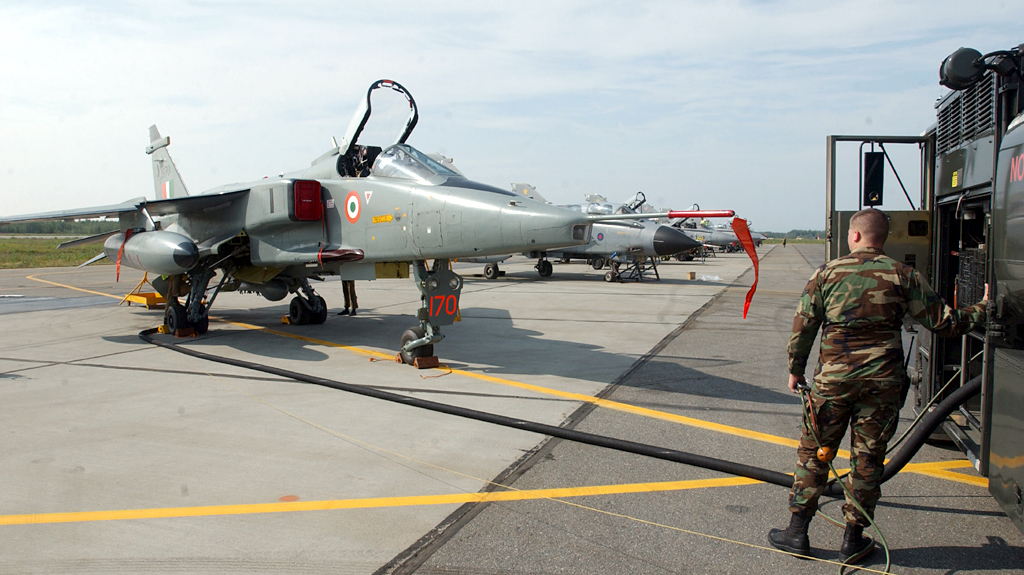
Az Indiai Légierő GR.1-ese

A SEPECAT egyesülés már a típusfejlesztés kezdeti stádiumában hirdette a gép külföldi eladási szándékait, létrehozott egy „Jaguar International” elnevezésű prototípust. 1975 szeptemberében szállt fel először a repülőgép, alapját a drágább, bonyolultabb brit GR.1-T.2 változatok képezték. Ettől csak a BAC-féle szárnyfeletti tartóban és az exportra kifejlesztett Adour 804 hajtóműben különbözött. Ez a gép látványos, csak a típushoz tervezett logóval járta a haditechnikai szakkiállításokat. A francia Mirage típusok exportsikereiből tanulva különböző, vevőspecifikus csomagokat ajánlottak a majdani megrendelőnek, mely alapvetően a GR.1 avionikai rendszerének különféle elemeiből állhatott, de tartalmazhatott igen figyelemreméltó tengeri csapásmérő képességet is, "Agave" radarral és "Sea Eagle" hajó elleni rakétával felszerelve. A rendszert külső konténerbe épített radarral tesztelte a SEPECAT, ennek eredményeit ajánlották potenciális vevőik figyelmébe. Érdekes módon az exportra kínált közelharc-rakéta inkább a Matra Magic volt, mint a brit megoldás.
A komoly exportelőkészületek értékét egy kellemetlen „malőr” tette kétségessé: a Bréguet céget 1971-es csődeljárása után a Dassault konszern olvasztotta magába, mely ekkor már széles körben árulta Mirage F1 típusát, mely árában is, feladatkörében is hasonló piaci szegmenst fedett le, mint a Jaguar. Így a francia félnek ellenérdeke volt a koprodukciós külső jövevény eladása, mert a bevételen osztoznia kellett volna. A BAC, majd utódja a BAe hosszas huzavona után már csak 1980-ra tudta teljesen átvenni az exportjogokat a SEPECAT-tól, ez a késés nem kedvezett nekik, mivel ugyan még a nyolcvanas évek elején is modern típusnak számított a Jaguar, a legtöbb potenciális vevő már túl volt harci gépei generációváltásán akár a fő konkurens Mirage F1, akár az amerikai F–16 által.
A fentiek miatt a brit fél nem szívelte a további francia együttműködéseket, az európai "négy és feledik" generációs vadászrepülőgép kifejlesztésekor ezért vált el annyira élesen a francia Rafale, és a brit-német-olasz-spanyol Eurofighter Typhoon program. A BAe számára kis öröm volt az ürömben, hogy alapfokú kiképzőgépének, a Hawk exportsikereinek a közelébe sem érhettek a Dassault-Dornier Alpha Jet eladásai.
A fenti nehézségek ellenére a Jaguart rendszeresítette Omán, Ecuador, Nigéria és India. India a legnagyobb exportfelhasználó, a gép tengeri csapásmérő változatának egyetlen rendszeresítője és az alapváltozatot is annyira továbbfejlesztette, hogy az bizonyos szempontból a legmodernebb európai GR.3A-n is túlmutat, ezért az indiai alkalmazást külön alfejezet taglalja.
Ecuador 1974-ben 10 db Jaguar ES együléses, és 2 db Jaguar EB jelű oktatót rendelt, amit 1977-ben le is szállítottak. A gépek a kezdeti brit sötétszürke-sötétzöld felső, és világosszürke alsó festéssel repültek, a kis ország nagy megelégedettségére. Azóta többször rendeltek gépeket az elhasználtak pótlására, ezek felújított, használt RAF GR.1-ek voltak. Alapvetően az összes gép műszakilag azonos a GR.1, T.2 változatokkal.
Omán szintén 1974-ben 10 db Jaguar OS egyszemélyes és 2 db Jaguar OB kétszemélyes repülőt rendelt, 1977 és 1978 során vették ezeket át. 1980-ban egy teljesen azonos 12 db-os szállítmányt rendeltek, ez 1983-ra érkezett meg. A második szállítmány két oktatógépe egyéni, más Jaguarral össze nem téveszthető küllemű, a brit együlésesek besugárzásjelzője van szögletes burkolat alatt a függőleges vezérsíkban, és a francia oktatók fix utántöltőcsöve az orrában!
Az elhasználódás pótlására 1982-ben kaptak még egy használt RAF T.2-t, 1986-ban egy, korábban India által bérelt GR.1-et.
Az ománi gépek alul-felül homoksárga-világosbarna rejtőszínekkel rendelkeztek, mindegyik együléses fel van szerelve szárny feletti indítósínnel, valószínűsíthető, hogy a második rendelés két egyedi kivitelű kétülésese is repült ilyennel, mivel minden jel szerint bevethető gépeknek szánták ezeket. A fegyverzetből a nyolcvanas évek közepétől kivonták a Matra Magic rakétát és helyét az AIM-9P Sidewinder vette át. Érthetetlen okokból a Jaguart a szultanátus légvédelmi célokra szánta.
1986 és 1989 között 21 gépet átépítettek FIN 1064 rendszerrel, ezek tulajdonképpen a GR.1A-kkal azonosnak tekinthetők.
Nigéria 1983-ban rendelt 13 db Jaguar SN együlésest, és 5 db Jaguar BN kétülésest. 1984-től veszik át, egyedi, alul-felül sötétzöld-homoksárga-világosbarna rejtőszínekkel. Az afrikai ország rendelt még 18 db-ot, köztük 6 db "Agave" radaros változatot, de ezt a rendelést törölték, sőt 1990-ben még meglevő repülőgépeiket is leszerelték az ország rossz gazdasági helyzete miatt.

#### Indiai Légierő
A hagyományosan nagy és minőségi légierőt fenntartó ország már 1966 óta keresett egy mélyrepülő csapásmérő (penetrator) repülőgépet korosodó Canberrái és Hunter-ei helyére. A teszteken részt vett a Mirage F1 és a SAAB Viggen is. 1978-ban esett a döntés a Jaguarra.
A gépekre olyan sürgősen volt szükség, hogy közvetlenül a RAF-tól béreltek 16 db GR.1-et és 2 db T.2-t 1979 nyarától, ezeket 1982-től 1984-ig juttatták vissza, az említett 1 db-ot Ománnak.
1982-től érkeznek a már vevőspecifikus Jaguar IS-ek (35 db), és IB-k (5 db). Műszakilag majdnem azonosak a GR.1-gyel, csak már az erősebb Adour 804E hajtóművel rendelkeztek, és szárnyfeletti indítósíneiken Matra Magic rakétákat hordoztak. India a már "saját" gépeit nevezi „Shamser”-nek, azaz „az igazság kardjá”nak. Az indiai Hindustan Aircraft Ltd (HAL) módosításokat végez a futómű problémáinak kiküszöbölésére, a bérelt gépeken is. Ez a megoldás annyira megtetszett a brit gyártónak (BAe), hogy a brit Jaguarokat is átszerelték az indiai gyár mindenféle értesítése nélkül. Ez hosszas konfliktushoz, pereskedéshez vezetett a HAL és a BAe között, melyet végül peren kívül rendeztek.
1985-től állnak szolgálatba a HAL által összeszerelt „Batch 3”, azaz 3. szállítmány jelzésű gépek. Ezekhez az alkatrészeket eleinte a SEPECAT szállítja, de amit lehet, fokozatosan indiai licencgyártású alkatrészekkel váltanak fel. A „Batch 3 Shamser” gépek már igazából semelyik európai típusnak nem feleltethetők meg, harcértékük folyamatos átalakításukkal egyre nő, végül nagyjából a GR.3 szintjére tehető. 2003-tól az avionika gerince a helyi gyártású DARIN-I (Display Attack & Ranging Inertial Navigation, azaz kijelzős támadás és távmérés, tehetetlenségi navigációs-) rendszer, ami a brit NAVWASS-t váltotta le. Tartalma:
- MIL-STD 1553B digitális adatbusz-rendszer;
- Smith Industries/GEC HUD/WAC fejmagasságba vetítő kijelző és célra vezető berendezés, melyet a BAe Sea Harrieren is megtalálunk;
- a GEC/Ferranti COMED elektronikus térkép kombinált kijelzője, mely azonos a McDonnell Douglas F/A–18 Hornet-ével;
- francia SAGEM ULISS 82 inerciális navigációs rendszer;
- ATLIS-II lézeres célmegjelölő.

A rendszer elemeit Indiában integrálták, az egyéb alrendszerek, mint a HF-rádió, az ellenség-barát felismerő (IFF), az automata iránykereső, mind indiai gyártmányok.
Az indiai Jaguar IS gépek változatainak pontos specifikációja és megoszlása meglehetősen zavaros és nehezen visszaellenőrizhető téma. Mióta saját gyártású a repülőgéptípusuk, folyamatosan fejlesztik fel DARIN-I, DARIN-II, vagy a kettő keverékének szintjére. Egy biztos, az ezredfordulóra a HAL 69 db IS együlésest, 10 db IB oktatót, és 12 db IM tengeri csapásmérőt szállított le. Ez a 40 db brit gyártású géppel kiegészítve 130 járművet jelent. Jelenlegi pontos számuk nem ismert, a fentieken kívül a HAL biztosan utángyártott, de át is építettek. Az indiai gépek kezdeti brit tereptarka festését a 90-es évek közepétől váltja a teljesen középszürke rejtőszín, a tengeri IM-ek egyedi, alul-felül tengerkék és világosszürke foltozással vannak ellátva, de repült sivatagi homoksárga indiai Jaguar is.
A DARIN-II rendszer a fentieknél még fejlettebb funkciókat tartalmaz. A gépek külsőleg is különböznek a brit változatoktól, a „véső” alakú orr helyett egy, az amerikai fotófelderítő gépekre emlékeztető, ferdén előre-lefele néző ablakos „állú” orr-része van, továbbá változott a kabintető formája, a késantennák és avionikai "dudorok-púpok" elhelyezkedése, formája. A gép csak a sisakcélzóban marad el a brit GR.3A képességeitől, ezzel szemben sok alrendszere modernebb, kifinomultabb. Az együlésesek 2005-től, a csökkentett képességű DARIN-II kétülésesek 2006-tól állnak szolgálatba.
- Az orrba beépített Ferranti lézertávmérőt (LRMTS) a Thales készüléke váltja.
- A kabin berendezései: izraeli Elta El-Op SU 967 fejmagasságba vetítő kijelző (HUD), MFD-66 S digitális szextáns, Tarang navigációs kijelző, INCOM rádió, „kéz a botkormányon és a gázkaron” (HOTAS) irányítórendszer, digitális videokamera, menüs fegyverzetválasztó.
- A Smiths WAC célra vezető berendezést a helyi fejlesztésű DRDO (Defence Research and Development Organization) integrált bevetéstervező számítógépe váltja, triviális neve Jaguar-MC (Mission Computer), adatmentővel el van látva.
- A SAGEM navigációs berendezést Thales kombinált tehetetlenségi (INS) és műholdas (GPS) navigációs berendezés váltja, mely pontossága nagyságrenddel jobb és magába foglal egy útvonaltervezőt és Sextant Avionics robotpilótát.
- A Thales rádiónavigációs és vakleszálló berendezése.
- A korábban félig intergrált (kézi célratartás) francia ATLIS-II lézeres célmegjelölőjét a modernebb, pontosabb, és teljesen integrált Elta LITENING célmegjelölő váltja.
- Az Elta EL/L-8222 rádiózavaró berendezés belül van beépítve (nem konténerben).

A fentieken kívül a HAL a sárkányszerkezet felépítését nagyobb mennyiségű kompozit műanyag használatára tervezte át, teljeskörű digitális hajtóműszabályozót (FADEC) épített be, modernizálta a kabin vészelhagyó rendszerét, a futóművek pedig karbon féktárcsákat kaptak.
India az egyetlen ország, mely alkalmazza a Jaguar IM jelű, „Agave” radaros, „Sea Eagle” rakétás vízfelszíni csapásmérőt, mely könnyen felismerhető feketére festett, a francia változatnál jóval vaskosabb „palack” orráról. A „Sea Eagle”-t a Royal Navy már kivonta ugyan a szolgálatból, a gyártó BAe Dynamics, majd utódja az MDBA a mai napig szállítja Indiának a még jelenleg is korszerű fegyvert. A gépekbe nem építették be a SEPECAT által az „International” csomaghoz ajánlott LRMTS-t, az IM-ek tisztán hajó elleni gépek.
Látható, hogy a közép-ázsiai ország a maximumot hozta ki a típusból, tengeri és felszíni csapásmérő szerepkörben egyaránt. Ezeken a feladatokon kívül szóbeszéd tárgya, hogy nukleáris csapásmérő képességgel is felruházták a Jaguarokat, illetve a hajtóműbeömlőre szerelt ráccsal erősen csökkentették a gép radarkeresztmetszetét, korlátozott „lopakodó” tulajdonságot biztosítva ezzel. De ezek csak találgatások.